# 八腕擬手鈎魷
八腕擬手鈎魷（学名：Gonatopsis octopedatus）为手鈎魷科八腕手鈎魷屬下的一个种。